# Charlie Kirk (militant politique)
 (janvier 2022).
La mise en forme du texte ne suit pas les recommandations de Wikipédia : il faut le « wikifier ».
Les points d'amélioration suivants sont les cas les plus fréquents. Le détail des points à revoir est peut-être précisé sur la page de discussion.
- Les titres sont pré-formatés par le logiciel. Ils ne sont ni en capitales, ni en gras.
- Le texte ne doit pas être écrit en capitales (les noms de famille non plus), ni en gras, ni en italique, ni en « petit »…
- Le gras n'est utilisé que pour surligner le titre de l'article dans l'introduction, une seule fois.
- L'italique est rarement utilisé : mots en langue étrangère, titres d'œuvres, noms de bateaux, etc.
- Les citations ne sont pas en italique mais en corps de texte normal. Elles sont entourées par des guillemets français : « et ».
- Les listes à puces sont à éviter, des paragraphes rédigés étant largement préférés. Les tableaux sont à réserver à la présentation de données structurées (résultats, etc.).
- Les appels de note de bas de page (petits chiffres en exposant, introduits par l'outil «  Source ») sont à placer entre la fin de phrase et le point final[comme ça].
- Les liens internes (vers d'autres articles de Wikipédia) sont à choisir avec parcimonie. Créez des liens vers des articles approfondissant le sujet. Les termes génériques sans rapport avec le sujet sont à éviter, ainsi que les répétitions de liens vers un même terme.
- Les liens externes sont à placer uniquement dans une section « Liens externes », à la fin de l'article. Ces liens sont à choisir avec parcimonie suivant les règles définies. Si un lien sert de source à l'article, son insertion dans le texte est à faire par les notes de bas de page.
- La présentation des références doit suivre les conventions bibliographiques. Il est recommandé d'utiliser les modèles {{Ouvrage}}, {{Chapitre}}, {{Article}}, {{Lien web}} et/ou {{Bibliographie}}. Le mode d'édition visuel peut mettre en forme automatiquement les références.
- Insérer une infobox (cadre d'informations à droite) n'est pas obligatoire pour parachever la mise en page.

Pour une aide détaillée, merci de consulter Aide:Wikification.
Si vous pensez que ces points ont été résolus, vous pouvez retirer ce bandeau et améliorer la mise en forme d'un autre article.
Pour les articles homonymes, voir Charlie Kirk et Kirk.
Charlie Kirk (né le 14 octobre 1993) est un militant politique américain conservateur. Il est surtout connu pour avoir, avec Bill Montgomery, créé en 2012 Turning Point USA (organisation dont il est encore en 2021 directeur exécutif), et plusieurs organisations annexes qui collectent de l'argent et qui ciblent les jeunes, en soutenant Donald Trump et son parti. 
Kirk est PDG de Turning Point Action, Students for Trump et Turning Point Faith, président de Turning Point Endowment et membre du Council for National Policy. Il écrit régulièrement pour Breitbart News, a produit un ouvrage doctrinaire (Maga Doctrine ; America first) présentant la voie à suivre pour une Amérique à nouveau « grande » telle que la promet Donald Trump ; et (depuis 2020) il anime une émission sur une radio chrétienne et conservatrice.

## Enfance, éducation
Charlie Kirk est né dans la banlieue de Chicago d'Arlington Heights, dans l'Illinois ; d'une mère conseillère en santé mentale et d'un père architecte. Il grandit dans la ville voisine de Prospect Heights, dans l'Illinois. Il y a été membre des Boy Scouts of America (jusqu'au rang d'Eagle Scout).
Selon ses dires, il aurait voulu faire une carrière militaire ; en 2015, il a dit au Liberty Forum de la Silicon Valley avoir postulé à l'Académie militaire de West Point sans y avoir été accepté, précisant que la place qu'il considérait comme sienne était allée à « un candidat beaucoup moins qualifié d'un sexe différent et d'une conviction différente » dont il prétendait connaître les résultats aux tests,.
En 2015, Kirk a déclaré à The Atlantic qu'il suivait des cours en ligne à temps partiel au King's College et qu'il suivait des cours au Harper College, un collège communautaire près de Chicago, mais a abandonné ses études pour se dédier à l'activisme conservateur.

## Activités politiques

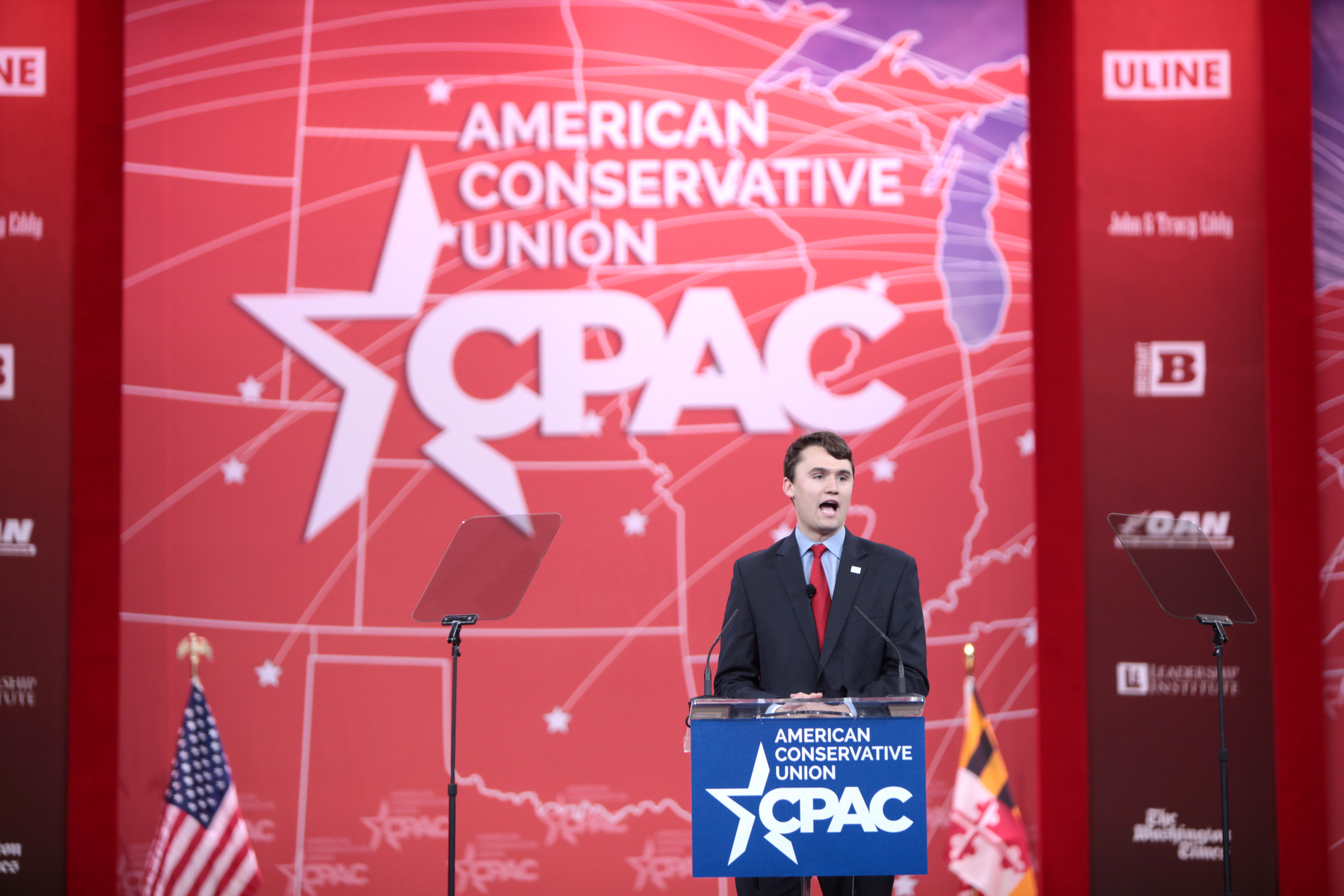
En 2015, Charlie Kirk est invité à s'exprimer à la Conférence d'action politique conservatrice (CPAC) à National Harbor dans le Maryland.

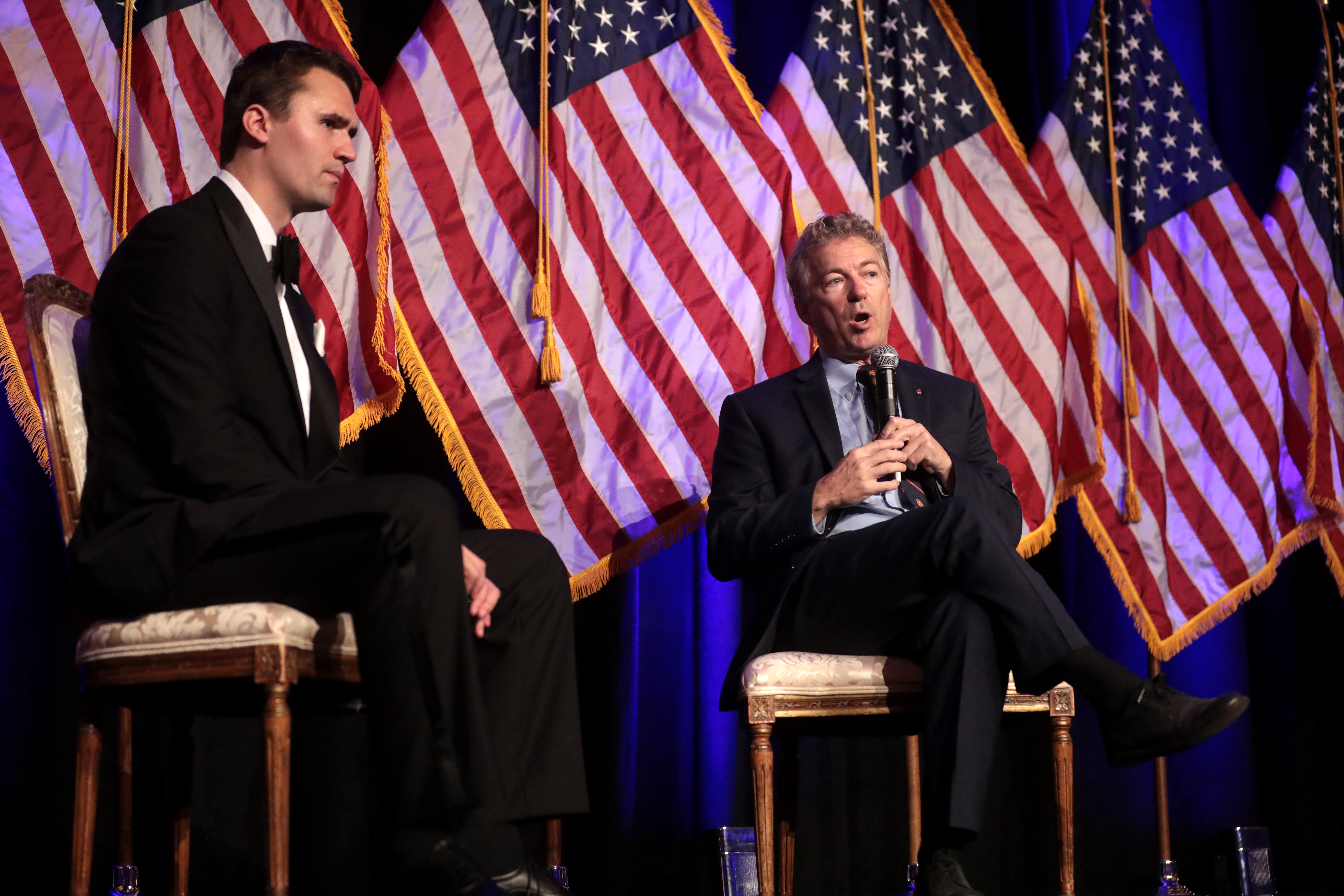
Devant un décor de drapeaux américains, Charlie Kirk accueille le sénateur Rand Paul (2e gala annuel d'hiver de Turning Point USA, au Mar-A-Lago Club de Palm Beach, en Floride).

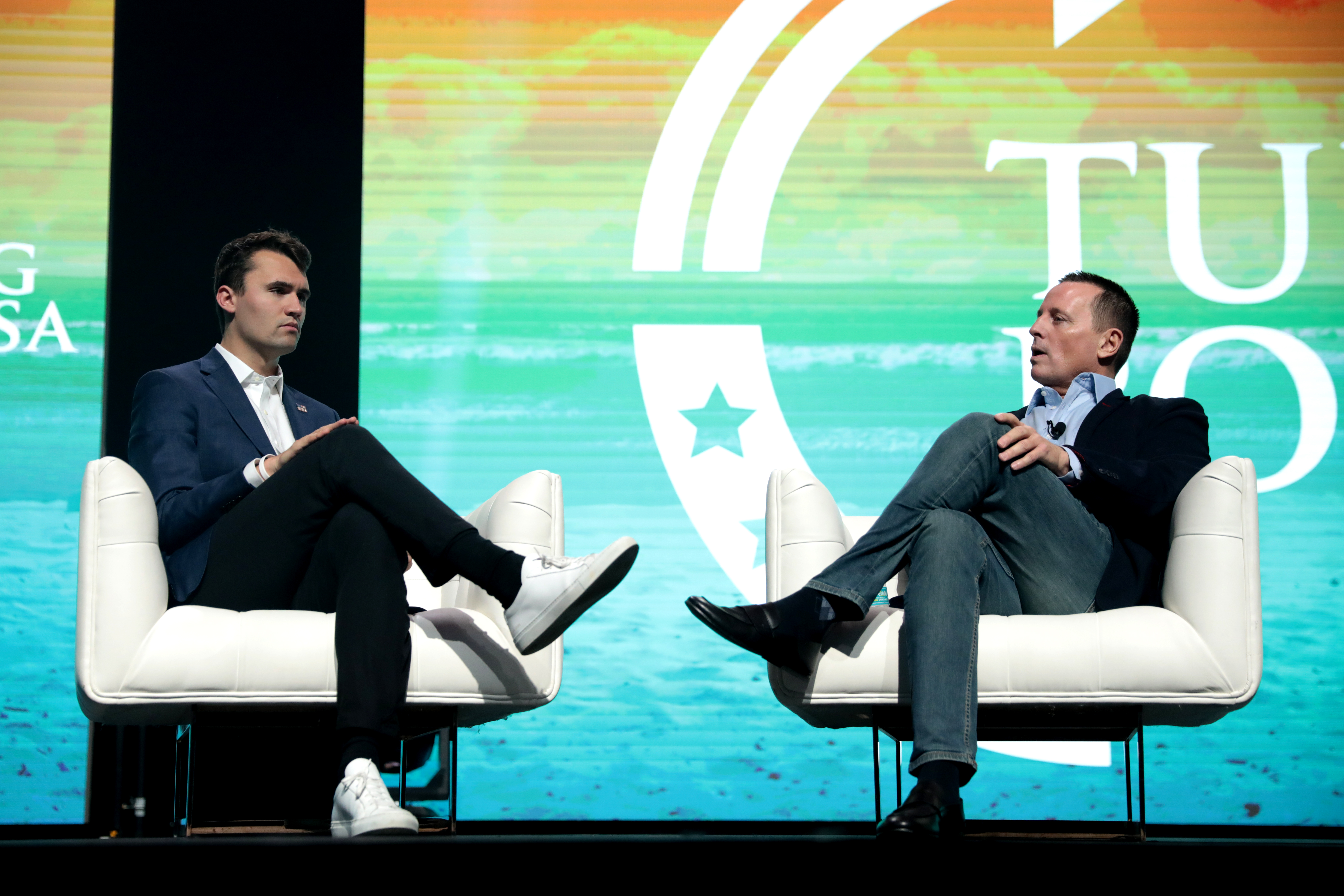
Charlie Kirk et Richard Grenell (alors ambassadeur des États-Unis en Allemagne, futur directeur du renseignement national par intérim de D. Trump), lors du Sommet d'action étudiante 2019, organisé par en à West Palm Beach, le 20 décembre 2019 en Floride.

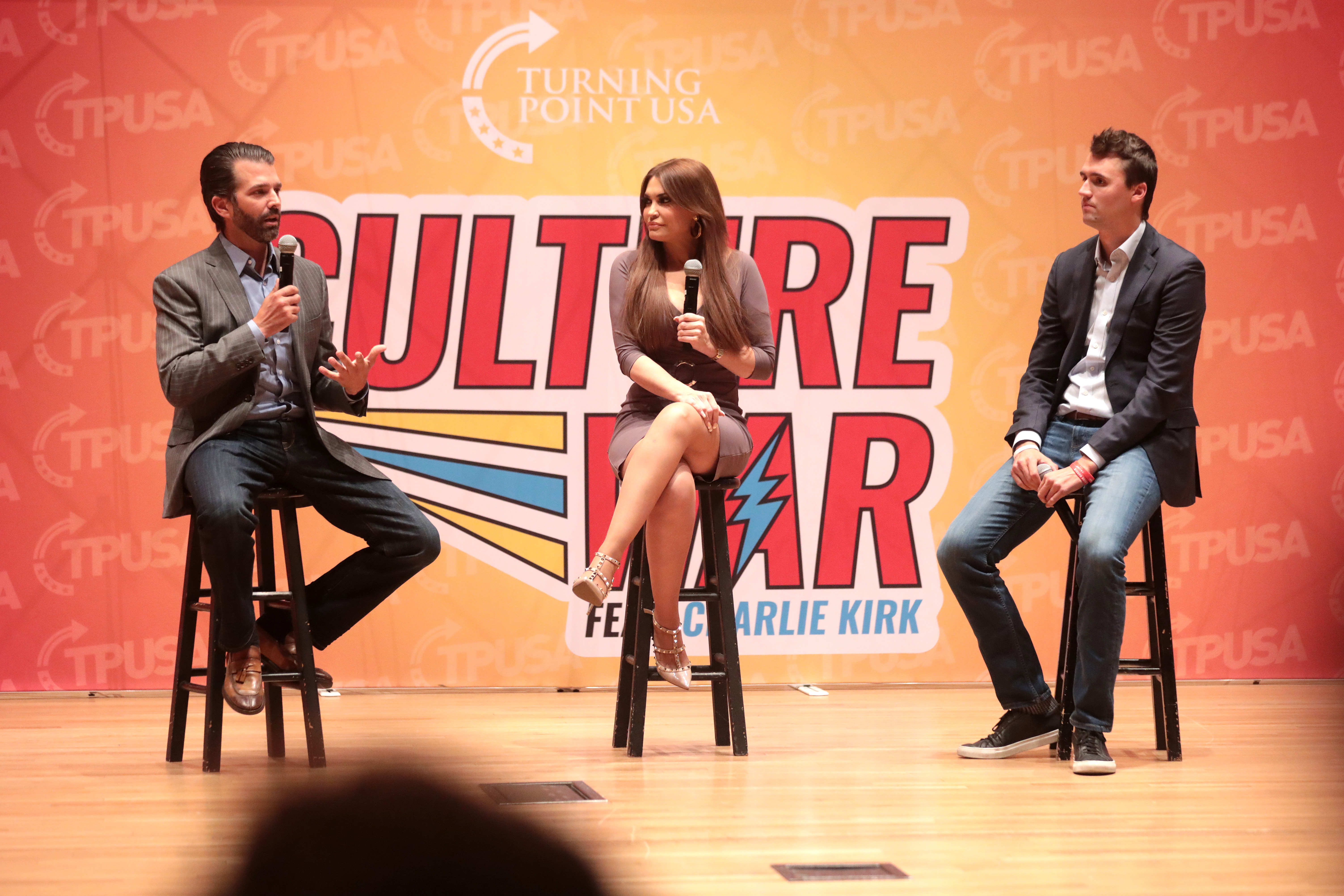
Charlie Kirk (à droite), accompagné de Donald Trump, (fils du président D Trump) et de Kimberly Guilfoyle, lors d'une des étapes de la tournée politique Culture War à l'Université d'État du Colorado, à Fort Collins, dans le Colorado.

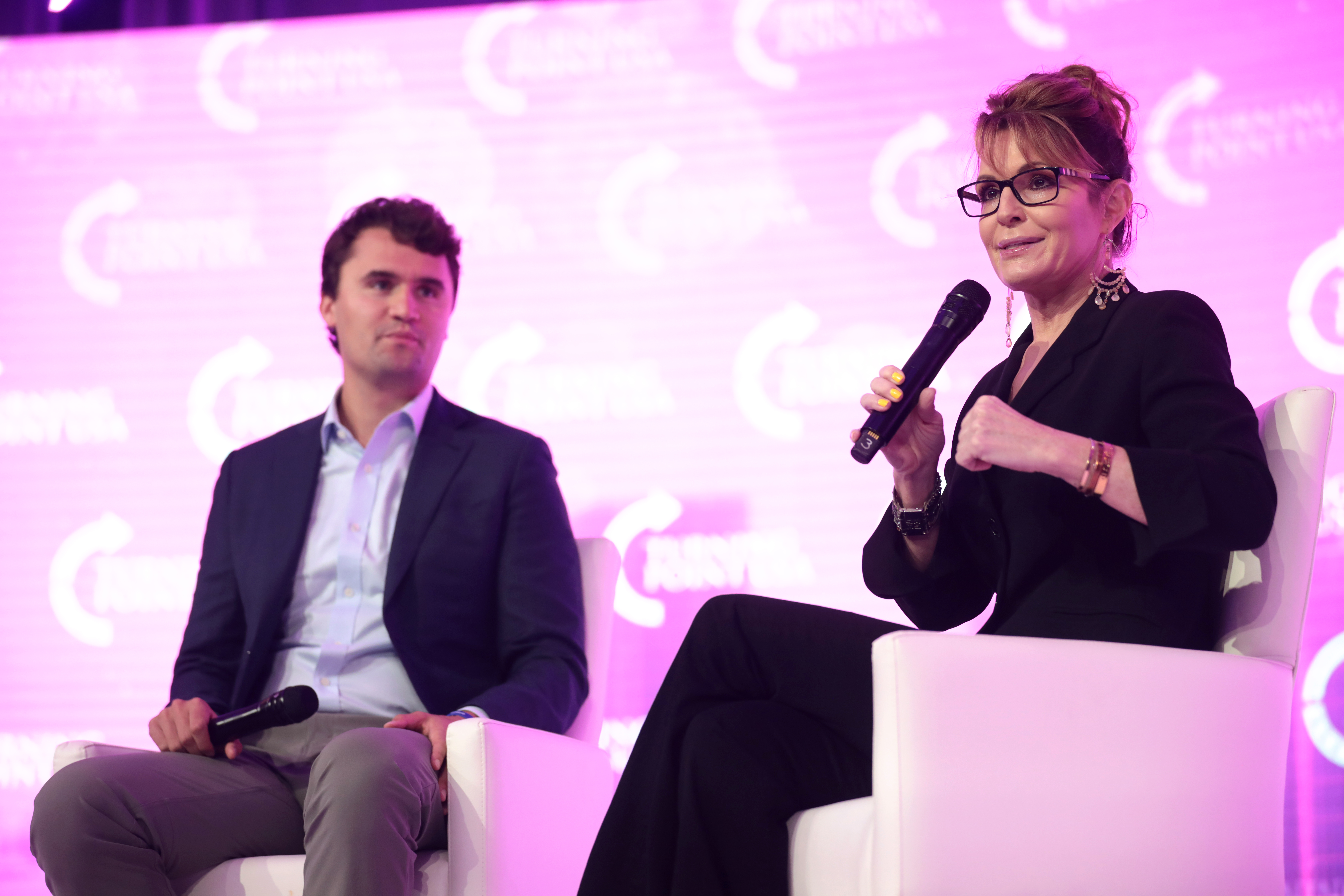
Charlie Kirk a invité l'ex-gouverneure Sarah Palin à un Sommet 2021 sur le leadership des jeunes femmes, organisé par TPUSA au Gaylord Texan Resort & Convention Center de Grapevine, au Texas.

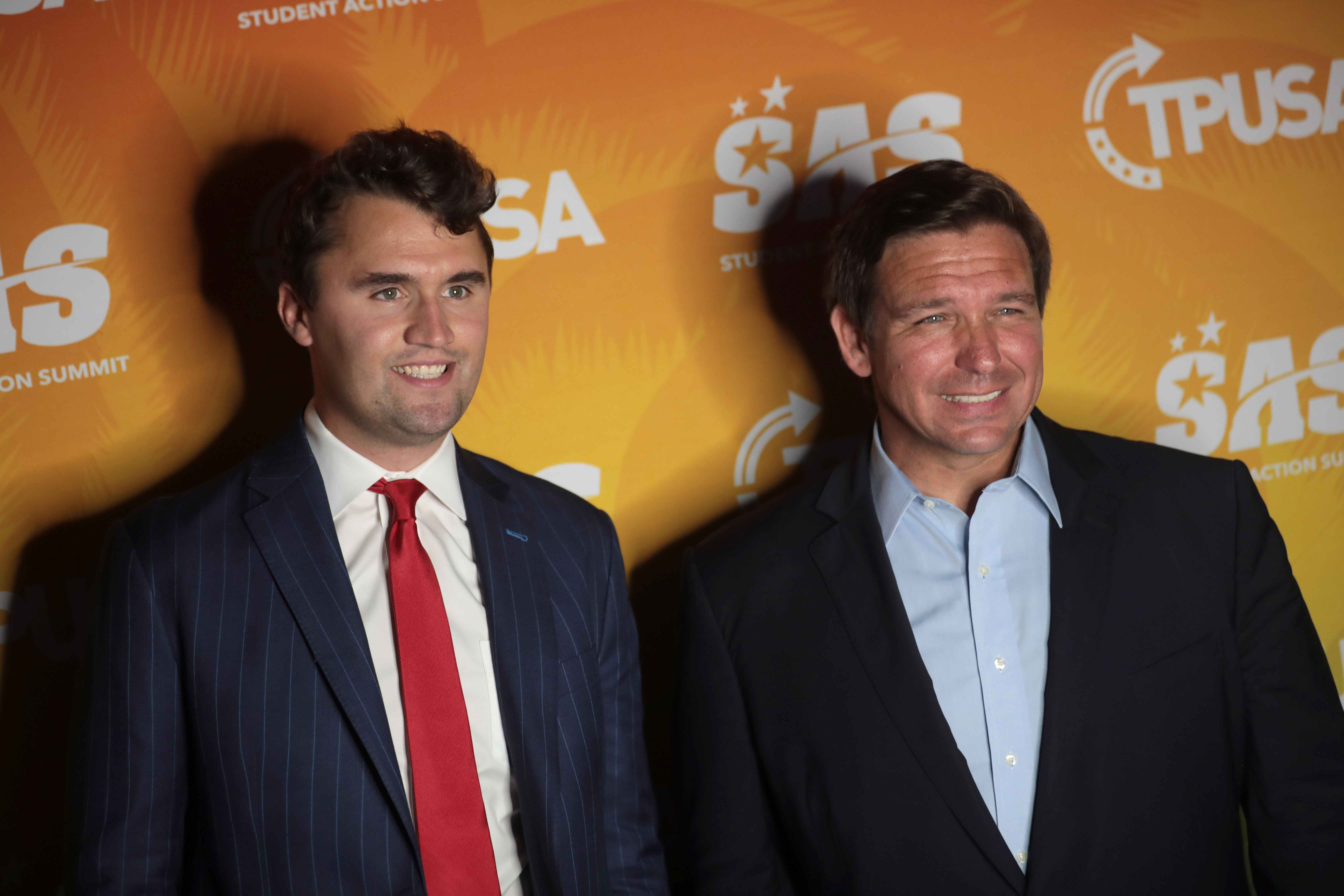
Charlie Kirk promeut auprès des étudiants Ron DeSantis (pressenti comme successeur de Trump), lors du Sommet d'action étudiante 2021 organisé par TPUSA au Tampa Convention Center à Tampa, en Floride.

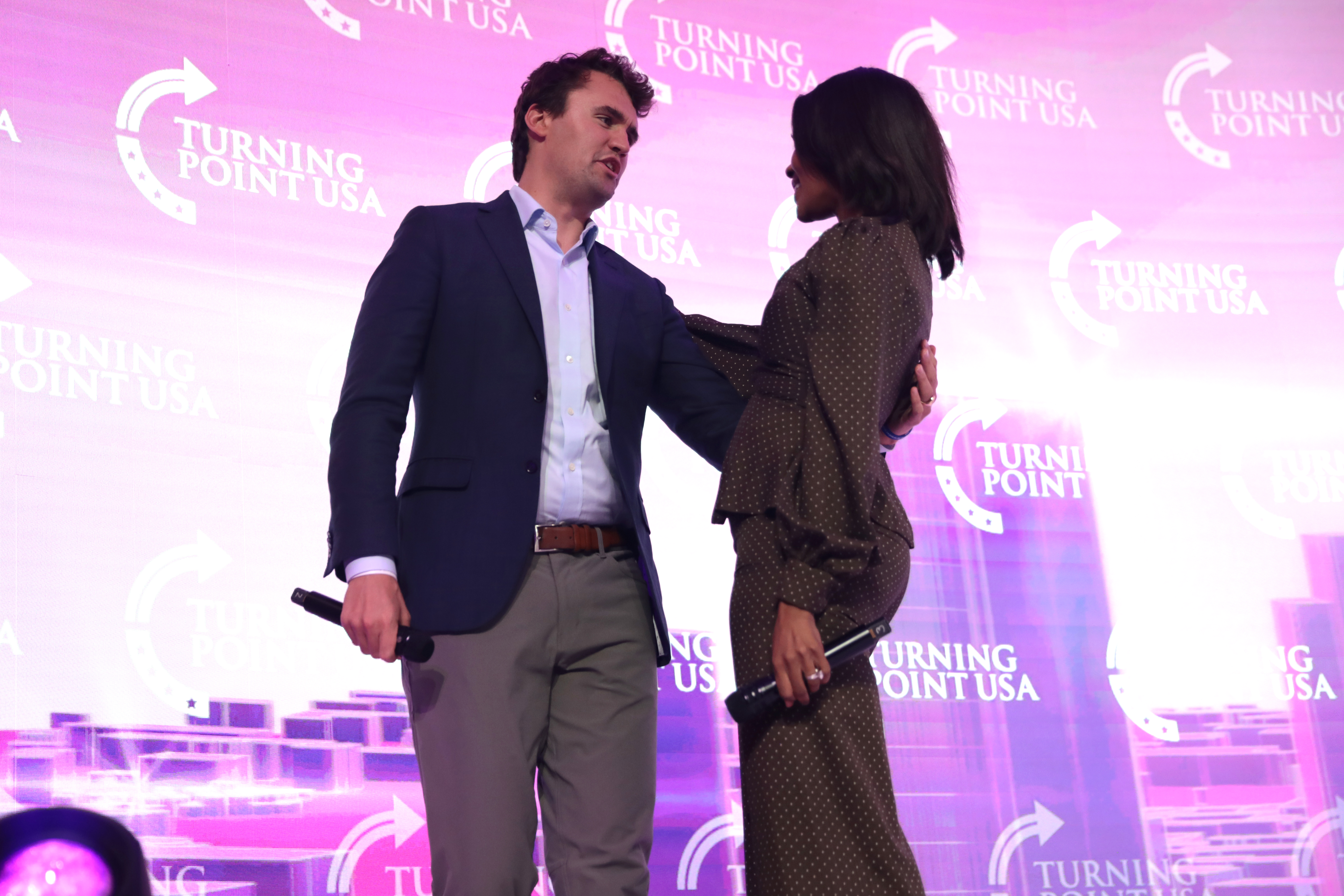
En juin 2021, Charlie Kirk présente Candace Owens aux étudiants invités au Sommet qu'il a organisé avec en sur le leadership des jeunes femmes (à Grapevine, au Texas).

En 2010, lors de sa première année étudiante à la Wheeling High School (en), il se déclare volontaire pour participer à la campagne sénatoriale (réussie) du républicain de l'Illinois Mark Kirk (avec qui il n'a aucun lien de parenté).
Il écrit un essai pour Breitbart News, alléguant qu'il existe un parti pris marxiste ou de la gauche libérale dans les manuels scolaires, selon lui dangereux pour l'Amérique. Cet essai le conduit à faire une apparition sur Fox Business.
À l'occasion d'un discours qu'il fait lors d'une « Journée d'autonomisation des jeunes » (« Youth Empowerment Day ») de l'Université Bénédictine, Charlie Kirk se fait remarquer par Bill Montgomery (retraité de plus de 50 ans son aîné, alors candidat de l'extrême droite aux législatives, soutenu par le Tea Party (mouvement politique)[réf. non conforme],.
Montgomery encourage Kirk à s'engager dans l'activisme politique à plein-temps.
Kirk crée alors Turning Point USA (TPUSA), une organisation visant à motiver des jeunes de droite, afin de notamment contrer des groupes classés du côté de la gauche libérale (ex. : MoveOn.org). TPUSA sera ensuite utilisée pour porter Trump au pouvoir puis pour tenter de le faire re-élire. À la Convention nationale républicaine de 2012, Kirk rencontre Foster Friess (en), l'un des donateurs du parti républicain. Kirk le convainc de financer son organisation,.
À 23 ans, la Convention nationale républicaine de 2016, lui donne la parole ; il y est le plus jeune orateur, s'adresse aux militants républicains en soutenant le président Donald Trump.
En 2018, âgé de 24 ans, invité fréquent de Fox News, il figure dans la liste Forbes des personnes de moins de 30 ans influentes en politique (30 under 30 dans Law & Policy).
Alors que Donald Trump tente de se faire réélire Président, Charlie Kirk, accompagné de Rob Smith, Rand Paul et le fils du président (Donald Trump, Jr.) co-organise une vaste tournée universitaire de soutien à Trump, baptisée « Culture War » ; Selon Diggit magazine[réf. nécessaire], Kirk est stylisé par ce rallye politique, dont les étapes sont diffusées en direct via Twitter et Facebook, « comme une sorte d'Elvis renaissant des années cinquante, incarnant une nostalgie américaine » (en référence au slogan Make America great again). Le style graphique y rappelle l'éclairage au néon cool des années 1980, également fréquent de nos jours parmi les nouveaux militants et influenceurs de la droite (…) il reprend la notion de guerre culturelle que Milo Yiannopoulos, Steve Bannon et Andrew Breitbart, selon eux nécessaires comme bataille pour l'hégémonie (Maly, 2018). Selon les mots de Kirk : « La politique est un sous-produit des gagnants et des perdants de la guerre des cultures. Pour sauver la culture, nous devons gagner ».

### Turning Point USA, Turning Point Action, Turning Point EndowmentetStudents for Trump
Kirk est PDG, collecteur de fonds en chef et une figure publique de Turning Point, depuis sa fondation,. Selon le New York Times, il a progressivement transformé l'organisation en une "opération médiatique très bien financée, soutenue par des mégadonateurs conservateurs dont l'homme d'affaires du Wyoming Foster Friess. Les activités de la TPUSA comprennent des actions clivantes telles que la publication de la liste de surveillance des professeurs et de la liste de surveillance des conseils scolaires.
Turning Point Endowment Inc., créée en 2017, est une « organisation de soutien » autoproclamée dont « la mission est de soutenir et d'aider les buts caritatifs et la vitalité à long terme de Turning Point USA ».
En mai 2019 Turning Point Action est annoncé. Il s'agit d'une entité 501(c)(4) dédiée à cibler les démocrates.
En juillet 2019, Kirk a annoncé que Turning Point Action avait acquis Students for Trump ainsi que « tous les actifs médiatiques associés ». Il en devient président.
À l'automne 2019, Kirk lance une sorte de grand Rallye politique promotionnel visant à recruter un million d'étudiants pour la campagne de réélection de Trump en 2020. Mais, à partir de la mi-octobre, et tout particulièrement le 29 octobre 2019 à l'Ohio State University, il est confronté à « une grande croisade » des nickers, des Groypers, de toutes sortes de gens de l'art-Right⇔alt-right visant à faire apparaitre Charlie Kirk (comme) un faux conservateur, nationaliste civique, Conservateur Inc. (Fuentes, 2019). Lors des étapes de son rallye politique, Charlie Kirk subit, devant ses propres fans, des attaques « hors lignes » conduites par des trolls Groyper et Nicker Groyper Q&A de l'alt-right ; ces derniers parasitent de plus en plus les sessions de questions-réponses incluses dans sa tournée-rallye Culture War où ils présentent Charlie Kirk comme un faux conservateur et un « anti-blanc », au service de « The Conservative, Inc. ». Les Groypers (ou Groyper Army) sont aux États-Unis décrits comme une organisation rassemblant des activistes nationalistes blancs radicaux, homophobes, nativistes, fascistes, sexistes, antisémites, se disant chrétiens et provocateurs, agissant à la manière de Trolls et de shitposters pour pousser le conservatisme vers l'extrême droite la plus radicale aux États-Unis (où ils sont connus pour leurs discours de haine anti LGBT et pour coordonner le harcèlement ciblé contre les « cucks » et les « pédés » ; et pour avoir participé à l'assaut du Capitole par des partisans de Donald Trump, le 6 janvier 2021) ; ils sont connus pour cibler des personnalités conservatrices et d'autres groupes de l'alt-right quand ils considèrent que leurs programmes sont trop peu « nationalistes »,,,. Ainsi, le 29 octobre 2019, parmi les 14 personnes autorisées à poser des questions à Kirk, ce dernier se rend compte qu’onze d’entre elles étaient des militants Groypers et Nickers qui s'étaient fait passer pour des étudiants pro-Trump et des partisans de Kirk, mais qui ont systématiquement cherché à faire apparaitre Kirk à ses fans, comme dangereux pour l'Amérique, « pro-israélien, anti-blanc, anti-américain, fidèle à un autre pays, anti-chrétien, pro-drag queen et pro-sexe anal et soutenant un faux conservateur ».
Chadwick (2017) note que les téléspectateurs de ces étapes les ont plutôt regardés via la chaîne Dlive (en) du tout nouveau vlogger d'America First Nick Fuentes que vers les médias sociaux de TPUSA.
L'objectif du million d'étudiants mobilisés pour Trump ne sera pas atteint, et conduira TPUSA et la campagne Trump à se blâmer mutuellement pour une baisse globale du soutien des jeunes envers Trump.
En 2020, une enquête de ProPublica sur les finances de Turning Point USA a conclu que l'organisation a publié des « affirmations financières trompeuses », que ses audits n'ont pas été fait par un auditeur indépendant, et que ses dirigeants se sont enrichis en défendant le président Trump. Le salaire de Kirk de TPUSA est passé de 27 000 $ à près de 300 000 $, et il a acheté un condo de 855 000 $ à Longboat Key, en Floride. Le chiffre d'affaires 2020 de Turning Point USA a été de 39,2 millions de dollars et Kirk a touché en salaire plus de 325 000 $ de TPUSA et d'organisations connexes.

### Conseil de politique nationale et d'action du CNP
Kirk est le membre du conseil William F. Buckley Jr. du Council for National Policy (CNP), un groupe secret « qui a servi pendant des décennies de plaque tournante à un réseau national d'activistes conservateurs et de donateurs les soutiennent » selon le répertoire des membres du CNP de septembre 2020 divulgué en février 2021,,. Il est porte-parole de CNP Action, le bras politique du CNP,.

### Animateur radio
En octobre 2020, Kirk prend en charge, trois heures par jour (antérieurement occupées par Rush Limbaugh) une émission de radio quotidienne sur la chaîne de radio « The Answer »,, une radio qui se présente comme « principale entreprise médiatique américaine au service des communautés chrétiennes et conservatrices du pays », propriété de Salem Media Group (en) qui détient 99 stations de radio touchant potentiellement plusieurs millions d'auditeurs. Salem Media Group se présente aussi comme l'un des principaux réseaux de sites Web d'opinion chrétiens et conservateurs, fournisseur Internet de contenu, de marketing numérique et de streaming « chrétiens / conservateurs » (via plus de 200 millions de pages vues par mois selon le groupe). Salem Media Group dit s'être associé aux principaux communicateurs chrétiens du pays et à Regnery Publishing (principal éditeur de livres conservateurs du pays).

## Stratégie de communication
C. Kirk cible clairement les milieux étudiants, avec de gros moyens financiers, collecté auprès de donateurs conservateurs et via des demandes de dons en ligne ; et selon le New York Times, en « mêlant, en associant et en déformant les faits, il est devenu l'exemple d'un nouveau genre d'agitateurs politiques qui a prospéré depuis les élections de 2016 en passant de l'opinion conservatrice traditionnelle à la désinformation pure et simple.
Selon, son discours et la tactique des tournées universitaires rappellent le rôle joué par Milo Yiannopoulos (activiste libertarien de droite pro-Trump, homosexuel déclaré, provocateur volontiers raciste, islamophobe et misogyne, ancien 'technology editor' du site ultraconservateur Breitbart News, très actif lors des élections américaines de 2016, avant d'être banni de Twitter).

### Mensonges et colportage de théories du complot
Kirk promeut une théorie du complot dite Cultural Marxism conspiracy theory selon laquelle les universités et les écoles, seraient noyautées par la gauche et le marxisme et ainsi devenues des lieux d'endoctrinement des enfants et des îlots de totalitarisme,,
Dans un discours prononcé en 2015 au Liberty Forum de la Silicon Valley, Kirk a déclaré qu'il avait postulé à l'Académie militaire des États-Unis à West Point, New York, et qu'il n'avait pas été accepté. Il a déclaré que « le créneau qu'il considérait comme le sien était allé à un candidat beaucoup moins qualifié d'un sexe différent et d'une conviction différente » dont il prétendait connaître les résultats aux tests,. Il a dit au New Yorker en 2017 qu'il était sarcastique quand il l'a dit. Il a déclaré au Chicago Tribune en 2018 qu'« il ne faisait que répéter quelque chose qu'on lui avait dit » et lors d'un événement du New Hampshire Turning Point mettant en vedette le sénateur Rand Paul en octobre 2019, il a affirmé qu'il ne l'avait jamais dit.
Le 7 juillet 2018, Kirk a faussement affirmé sur les réseaux sociaux que les statistiques du ministère de la Justice montraient une augmentation des arrestations pour trafic d'êtres humains de 1.952 en 2016 à 6.087 au premier semestre 2018. Il a supprimé le tweet sans explication le lendemain, après qu'un vérificateur des faits eut souligné que le faux numéro 2018 provenait du site complotiste 8chan.
En décembre 2018, Kirk a faussement affirmé qu'en France, les gilets jaunes scandaient « Nous voulons Trump ». Ce mensonge a ensuite été répété par le président Trump.
En défendant la réponse de l'administration Trump à la pandémie de coronavirus, Kirk a faussement déclaré qu'au cours de la pandémie de grippe porcine H1N1, il « a fallu au président Barack Obama " des millions de personnes infectées et plus de 1 000 morts » pour déclarer une urgence de santé publique,.
Kirk a fait partie de ceux qui ont colporté des fake-news sur une supposée fraude électorale qui aurait provoqué l'échec de Trump aux élections présidentielles[réf. non conforme] ; il a fait de même à propos de la pandémie de COVID-1.
Selon Forbes, Kirk est connu pour « sa répudiation de l'enseignement universitaire libéral et son adhésion aux théories du complot pro-Trump ».
Le 25 juin 2021, Kirk a suggéré dans un tweet que l'effondrement de l'immeuble en copropriété de Surfside pourrait être le résultat d'un terrorisme domestique, déclarant : « J'ai parlé à plusieurs architectes qui pensent que l'effondrement de l'immeuble à Surfside n'était pas un acte de la nature. Beaucoup disent qu'il s'agissait de « terrorisme domestique. »

### Polémiques
Charlie Kirk a toujours affirmé que le concept de privilège blanc (selon lequel les blancs sont encore favorisés par rapport aux Noirs, Latinos, Amérindiens en Amérique du nord) est un mythe et il retourne le sens du mot racisme en qualifiant ce concept de « mensonge raciste »,,.
Kirk a siégé à la Commission 1776 (en) du président Donald Trump, instituée en réponse au projet universitaire éducatif 1619.
Lors d'un épisode du Charlie Kirk Show (en septembre 2021), il a appelé le Texas à créer une « force citoyenne » et à  faire expulser des Haïtiens.
Assumant un engagement « plus dur à droite », il a déclaré que les politiques d'immigration démocrates visaient à « diminuer et diminuer la démographie blanche en Amérique ».
En octobre 2021, Kirk a commencé la « Exposing Critical Racism Tour » d'un certain nombre de campus et de lieux hors campus pour « combattre les théories racistes sur les campus universitaires américains ! ! »[réf. non conforme],.
Lors de l'étape du Minnesota de la tournée du 5 octobre 2021, Kirk a qualifié George Floyd de « salaud » et a semblé faire référence à l'émeute du 6 janvier au Capitole des États-Unis lorsqu'il a déclaré que « si vous osez entrer dans le bâtiment du Capitole des États-Unis et prendre un selfie, ils vous mettront à l'isolement ».
En novembre 2021, Kirk a déclaré aux lecteurs de Fox News que le pouvoir de l'État devrait être utilisé pour empêcher les enseignants d'endoctriner les enfants avec une théorie raciale critique : « affronter directement la gauche et promettre de combattre son idéologie illibérale avec le pouvoir de l'État si nécessaire, est la clé pour gagner les Américains de tous les jours ».

### Climatosceptique
Kirk a toujours soutenu l'extraction et l'utilisation de combustibles fossiles et défendu le déni du réchauffement climatique, prétendant faussement que les humains n'avaient pas d'effet significatif sur le changement climatique mondial,,.

### Peine de mort
Kirk a déclaré qu'il était contre la peine de mort.

### Activisme républicain et pro-Trump

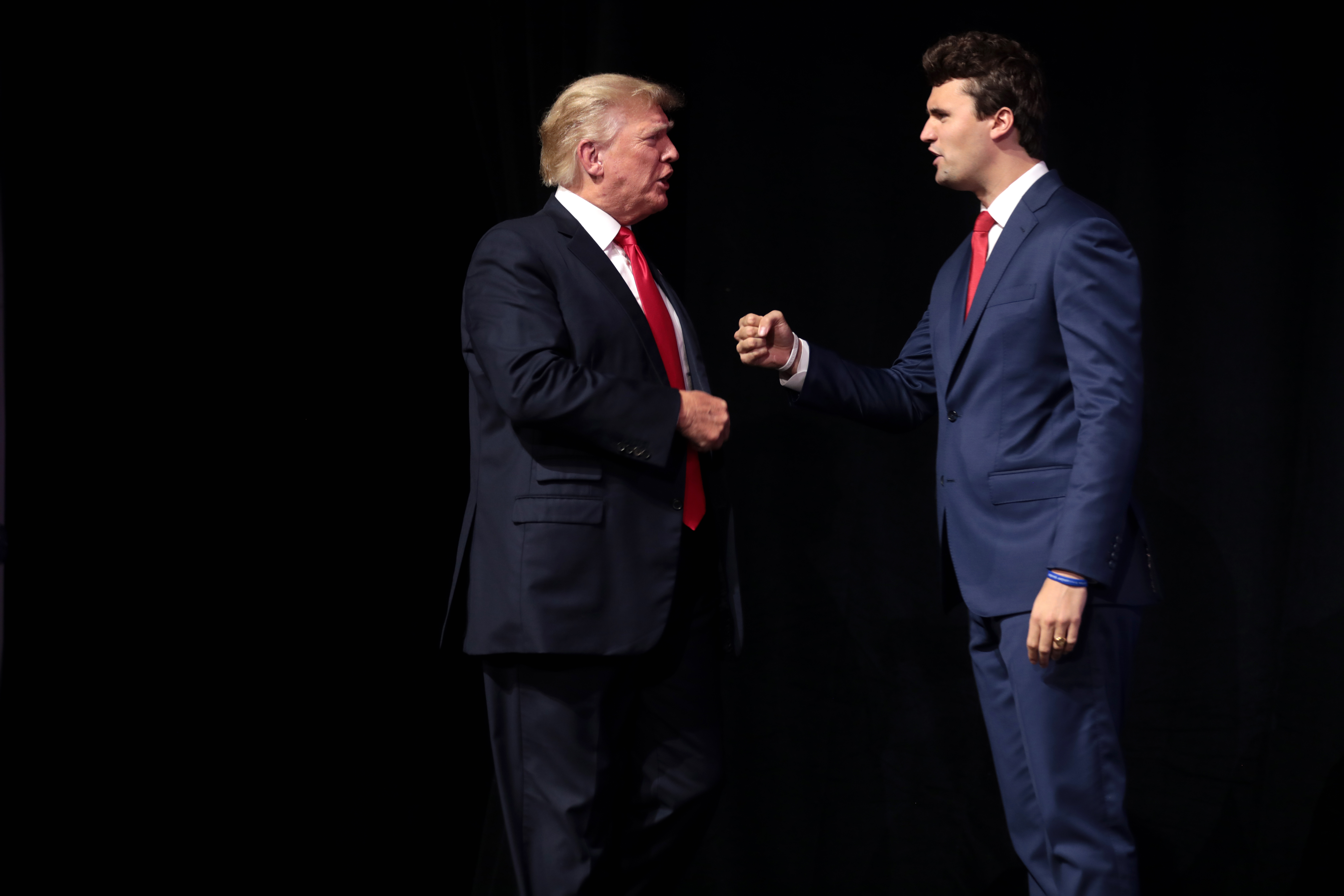
Kirk avec l'ancien président Donald Trump lors d'un rassemblement en 2021.

Kirk s'est adressé à la Convention nationale républicaine de 2016. Dans une interview avec le magazine Wired pendant la convention, Kirk a dit que même s'il « n'était pas le plus grand fan de Donald Trump au monde », il voterait pour lui et que la candidature de Trump rendait la mission de Turning Point plus difficile. Kirk a décidé de soutenir Trump lors de la Convention nationale républicaine de 2016 et a passé le reste de la campagne à aider à organiser les voyages et les médias pour Donald Trump Jr..
En octobre 2016, Kirk a participé à un événement de Fox News avec Trump Jr., Eric Trump et Lara Trump qui avait un ton pro-Donald Trump.
En juillet 2019, Kirk est devenu président de Students for Trump (acheté par Turning Point Action) et a personnellement lancé une campagne pour recruter un million d'étudiants pro-trump pour réélire Trump en 2020,.
Lors d'une réunion du Council for National Policy en août 2020, Kirk a dit : « Les démocrates ont fait une chose vraiment stupide en fermant tous ces campus (à cause de la pandémie de Covid-19). Cela va supprimer les opportunités de récolte des bulletins de vote et toutes les fraudes électorales qu'ils font habituellement sur les campus universitaires - ils suppriment donc en fait un demi-million de votes de la table. Alors s'il vous plaît, gardez les campus fermés - c'est une bonne chose. Quoi qu'il en soit! ».
En 2020, Kirk's Turning Point Action a lancé une campagne secrète enrôlant des adolescents pour diffuser de la désinformation sur le coronavirus et sur la fraude électorale.

### Désinformation COVID-19

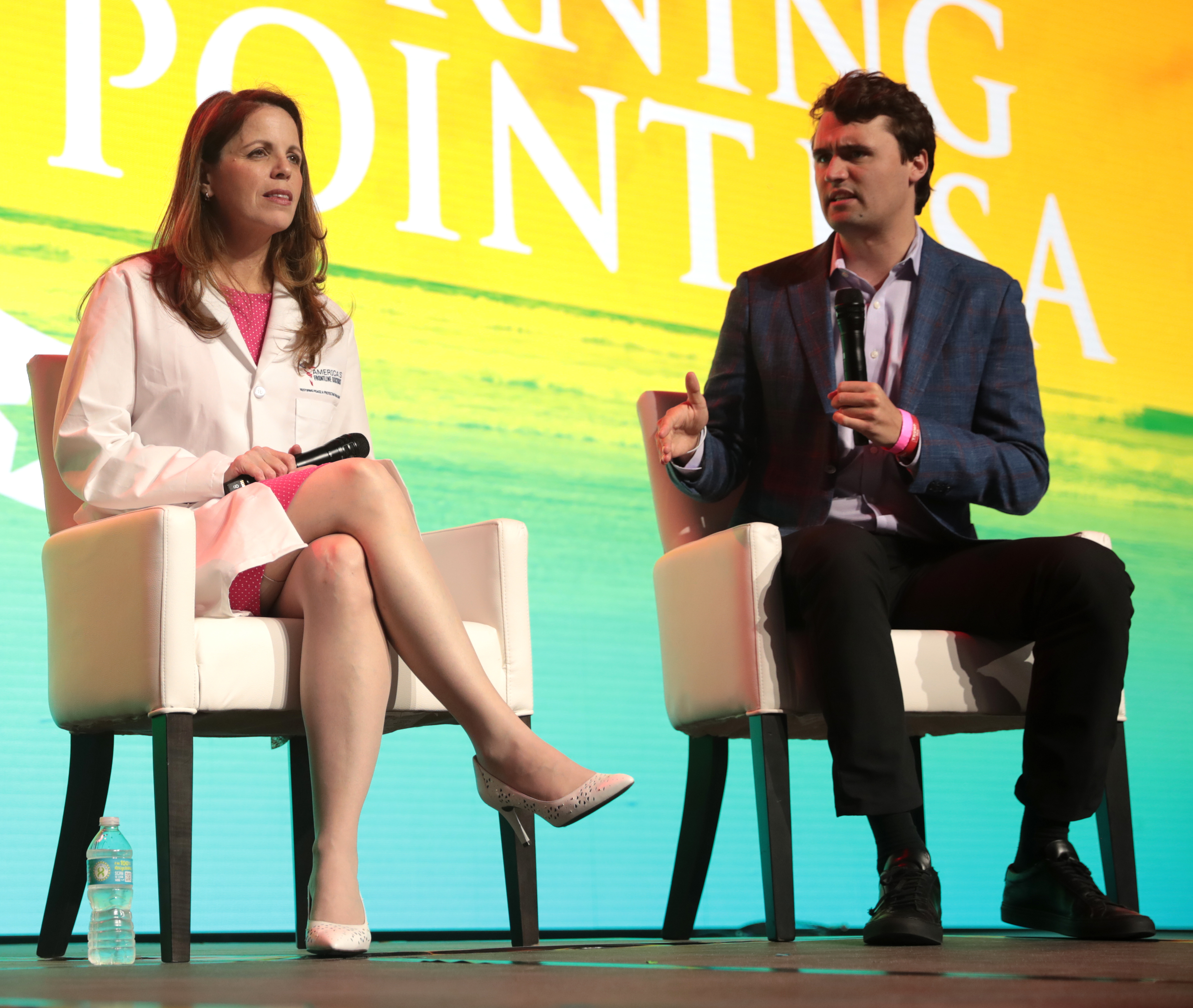
Kirk avec la militante anti-vaccin, Simone Gold, lors d'un forum TPUSA en 2020.

Kirk a diffusé de fausses informations et des théories du complot à propos de la COVID-19 sur les plateformes de médias sociaux, telles que Twitter, en 2020. Il a vivement critiqué les propos des démocrates déplorant le retrait de Donald Trump du financement de l'Organisation mondiale de la santé (OMS) et a qualifié le COVID-19 de « virus chinois » (avec les années, il a bien été montré que le virus était d'origine chinoise). Kirk a allégué que l'OMS a dissimulé des informations sur la pandémie de COVID-19. Il a été brièvement banni de Twitter après avoir prétendu à tort que l'hydroxychloroquine s'était avérée « 100 % efficace pour traiter le virus » ; et que Gretchen Whitmer (gouverneure démocrate du Michigan) a menacé les médecins qui tentaient d'utiliser le médicament. Ces mensonges ont été retweetés par Rudy Giuliani dont le compte a ensuite été aussi suspendu par Twitter,. Kirk a décrit la mesure de santé publique des interdictions de distanciation sociale dans les églises comme un « complot démocrate contre le christianisme » et a affirmé que les autorités de Wuhan, en Chine, brûlaient des patients,,,. Kirk a dit qu'il refusait de se conformer aux exigences relatives aux masques, affirmant que « la science autour des masques est très discutable » (par exemple le FFP2 est de mise pour ne pas contracter la maladie mais contrairement à beaucoup de croyances le masque chirurgical ne protège en aucun cas son porteur).
En juillet 2021, Kirk a poussé des allégations trompeuses sur l'efficacité et la sécurité des vaccins COVID-19. Dans l'émission Tucker Carlson de Fox News, il a qualifié les exigences vaccinales pour les étudiants "d'apartheid médical",,.

### Allégations de fraude électorale et l'attaque du Capitole des États-Unis en 2021
Immédiatement après que Donald Trump ait perdu l'élection présidentielle de 2020, Kirk a promu des allégations de fraude non fondées lors de l'élection,. Le 5 novembre 2020, Kirk était leader d'une manifestation Stop the Steal au « Maricopa Tabulation Center » de Phoenix.
Le 5 janvier 2021, la veille de la manifestation à Washington qui a conduit à la prise d'assaut du Capitole des États-Unis, Kirk a écrit sur Twitter que Turning Point Action et Students for Trump envoyaient plus de 80 « bus de patriotes à DC pour se battre pour ce Président »,. Un porte-parole de Turning Point a ensuite déclaré que les groupes avaient fini par envoyer sept bus, et non pas 80, avec 350 étudiants. Dans son podcast du 6 janvier 2021, Kirk affirmait recevoir « 500 e-mails par minute appelant à une guerre civile »,. Plus tard, il a affirmé que les actes de violence au Capitole n'étaient pas une insurrection, et que les manifestants ne représentaient pas les principaux partisans de Trump,.

### Opposition à l'avortement légalisé et à «l'anarchie sexuelle»
En octobre 2021, Kirk a déclaré sur son podcast que les démocrates veulent que les Américains vivent là où « il n'y a pas d'identité culturelle, où vous vivez dans l'anarchie sexuelle, où la propriété privée appartient au passé et où la classe dirigeante contrôle tout ». Après avoir  été ridiculisé sur Twitter pour « nous avoir menacé de passer un bon moment », il a publié une déclaration sur le site Web du Claremont Institute (en) doublant et élargissant ses propos,,. En octobre 2021, Kirk a invité le comédien Ben Gleib dans son émission pour un débat intitulé « Un débat de longue durée avec un militant pro-avortement dérangé ». Gleib lui a montré une photographie d'un fœtus de dauphin et lui a demandé s'il s'agissait d'un être humain. Kirk a répondu : « sans aucun doute »,,,.

## Centre de Falkirk pour la foi et la liberté
En novembre 2019, Kirk et Jerry Falwell, Jr. ont cofondé le « Falkirk Center for Faith and Liberty », qui se présente comme un Think tank de droite, financé, détenu et hébergé par la Liberty University,,. Parmi les boursiers figuraient un éminent représentant du lobby des armes : Antonio Okafor, directeur de la sensibilisation pour Gun Owners of America, Sebastian Gorka (en), ancien assistant du président Trump, et Jenna Ellis (en), conseillère juridique principale de Trump,. En 2020, le Falkirk Center a dépensé au moins 50 000 $ en publicités politiques sur Facebook faisant la promotion de Trump et des candidats républicains.
Des étudiants et d'anciens élèves ont protesté contre le ton politiquement agressif de l'organisation, qu'ils considéraient comme incompatible avec la mission de l'université,. Falwell a démissionné de son poste de président de la Liberty University en août 2020 et fin 2020, cette université n'a pas renouvelé le contrat (d'un an) de C. Kirk.
En 2021, l'université a rebaptisé l'organisation Centre de Falkirk pour la foi et la liberté d'un nom plus neutre : « Standing for Freedom Center » et Mike Pompeo en est devenu le secrétaire.

## Turning Point Faith
En 2021, Charlie Kirk a fondé Turning Point Faith (expression qui pourrait être traduite par l'expression « Tournant politique de la Foi »), une organisation dédiée à « recruter des pasteurs et d'autres dirigeants d'église pour être actifs dans les questions politiques locales et nationales » ; ce groupe mène des campagnes électorales ou politiques basées sur la foi religieuse, et veut éduquer ses membres sur la base des valeurs fondamentales de TPUSA. Selon le Prospectus des investisseurs 2021 de TPUSA, le programme, doté d'un budget de 6,4 millions de dollars, « s'attaquera à la fondation religieuse en ruine de l'Amérique en engageant des milliers de pasteurs dans tout le pays » pour « inspirer un engagement civique renouvelé dans nos églises ».

## Influence hors des États-Unis

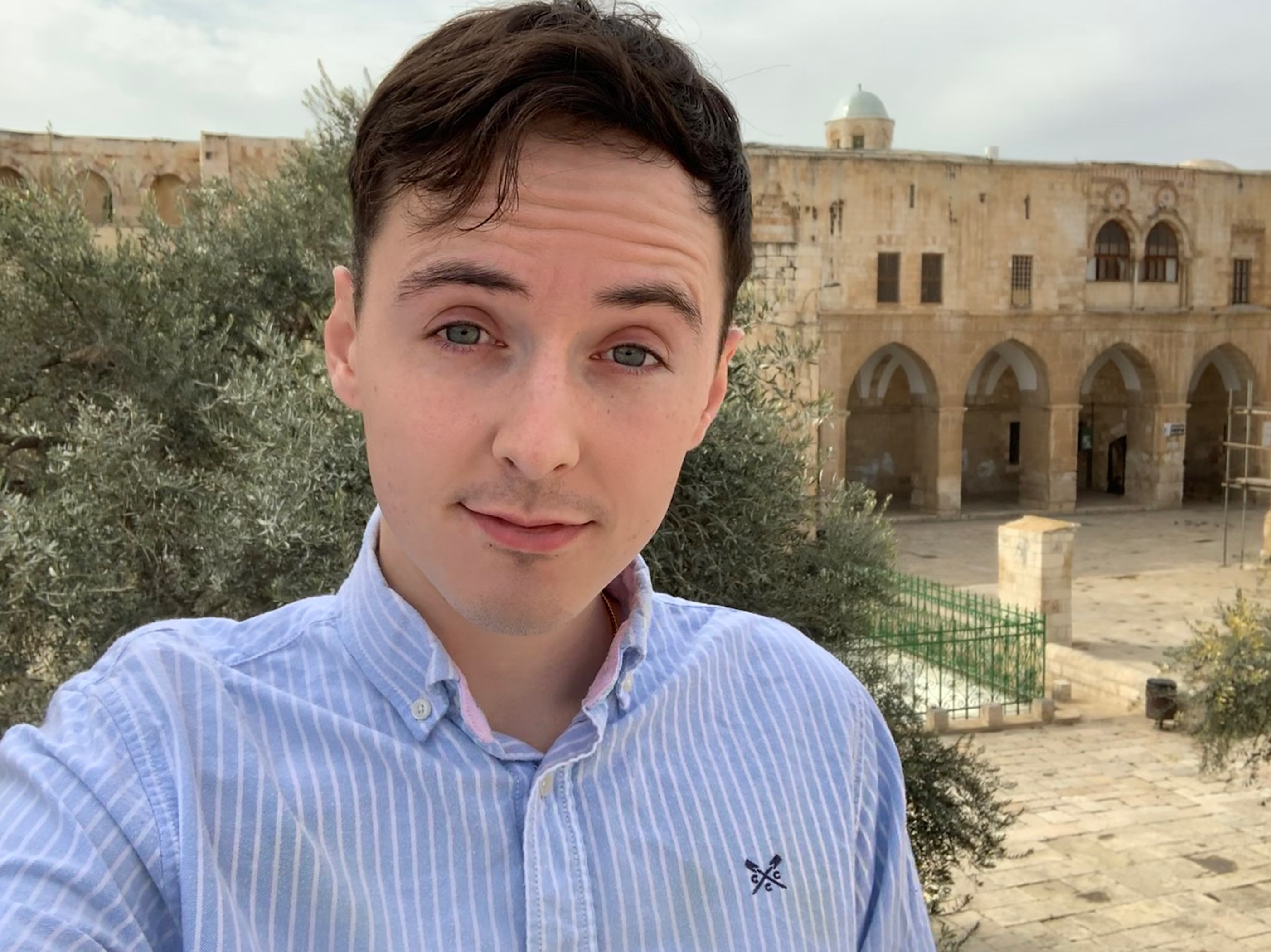
Darren Grimes, représentant des étudiants pro-Brexit, fondateur de la ou TPUK.

Alors qu'aux Royaume-Uni, diverses organisations conservatrices anglaises et internationales promeuvent et préparent le Brexit avec l'aide de Cambridge Analytica et de AggregateIQ, en 2019, Darren Grimes, jeune étudiant dont l'état d'esprit est proche de celui de Kirk lance au Royaume-Uni, une organisation de jeunesse de droite inspiré de Turning Point USA, qui sera baptisée Turning Point UK (en) (ou TPUK),,,,,,,. 
Comme Kirk, Grimes trouve sur son chemin un donateur conservateur souhaitant financer son organisation para-étudiante : c'est George Farmer (en) (ancien candidat eurodéputé pour le « Brexit Party » non retenu). Il semble y avoir eu d'autres donateurs ou fondateurs, mais qui resteront anonymes,. Grimes suit le modèle de Turning Point USA créé pour soutenir Donald Trump. Il est salué par des leaders de l'extrême droite anglaise tels que Priti Patel, Jacob Rees-Mogg et Nigel Farage. 
Le TPUK suscite rapidemnet la controverse, dont en adoptant la méthode de doxing promue par Charlie Kirk (Grimes a encouragé les étudiants anglais à filmer et dénoncer sur Internet tout parti pris supposément de gauche émanant de professeurs d'université.

## Distinctions
Kirk figure sur le Forbes 30 Under 30 2018 dans Law & Policy,.
En mai 2019, il a reçu un doctorat honorifique de la Liberty University.

## Livres
Kirk a co-écrit plusieurs essais politiques
- en 2016 (co-écrit avec Brent Hamachek[109]) : Time for a Turning Point: Setting a Course Toward Free Markets and Limited Government for Future Generations (L'heure du tournant : s'orienter vers des marchés libres et vers un gouvernement limité pour les générations futures)[110]
- en 2018 : Campus Battlefield : How Conservatives Can WIN the Battle on Campus and Why It Matters (Le Campus comme champs de bataille : Comment les conservateurs peuvent gagner la bataille sur le campus et pourquoi c'est important), préfacé par Donald John Trump, Jr., homme d'affaires américain et premier fils de Donald Trump alors président). Dans une critique pour The Weekly Standard, Adam Rubenstein a décrit ce livre comme un « brûlant désordre », « rien de plus qu'un argumentaire marketing pour TPUSA » déclarant que ce « mince » livre était « bourré de réimpressions de ses tweets et de citations d'autres personnes »[111].
- en 2020 The MAGA Doctrine: The Only Ideas That Will Win the Future (La doctrine MAGA : les seules idées qui gagneront le futur)[112].

## Médias
Au 16 octobre 2021, le podcast The Charlie Kirk Show était classé 85e le plus populaire sur les podcasts Apple.
« Turning Point Live » est une émission-débat en streaming de 3 heures visant la génération Z.
La consultation du site Turning Point USA est passée à 111 000 visiteurs uniques en 2021.

## Vie privée
Kirk se dit chrétien évangélique.

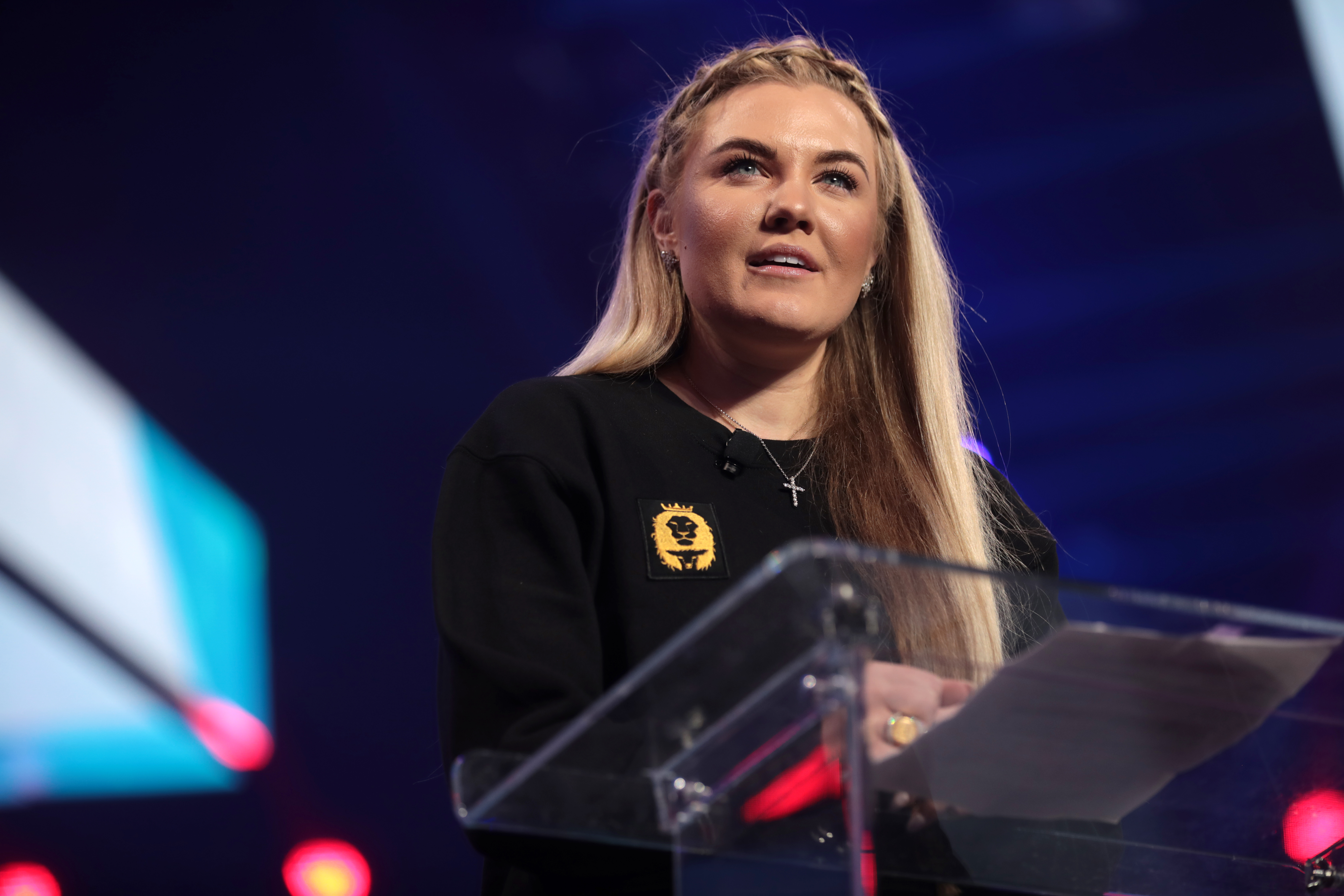
L'épouse de Kirk, Erika, s'exprimant à l'AmericaFest 2021.

En mai 2021, il a épousé Erika Frantzve, podcasteuse et femme d'affaires ayant gagné le concours Miss Arizona USA en 2012,.